# جزیره اندرسون (واشینگتن)
جزیره اندرسون (انگلیسی: Anderson Island)در پیوجت ساند

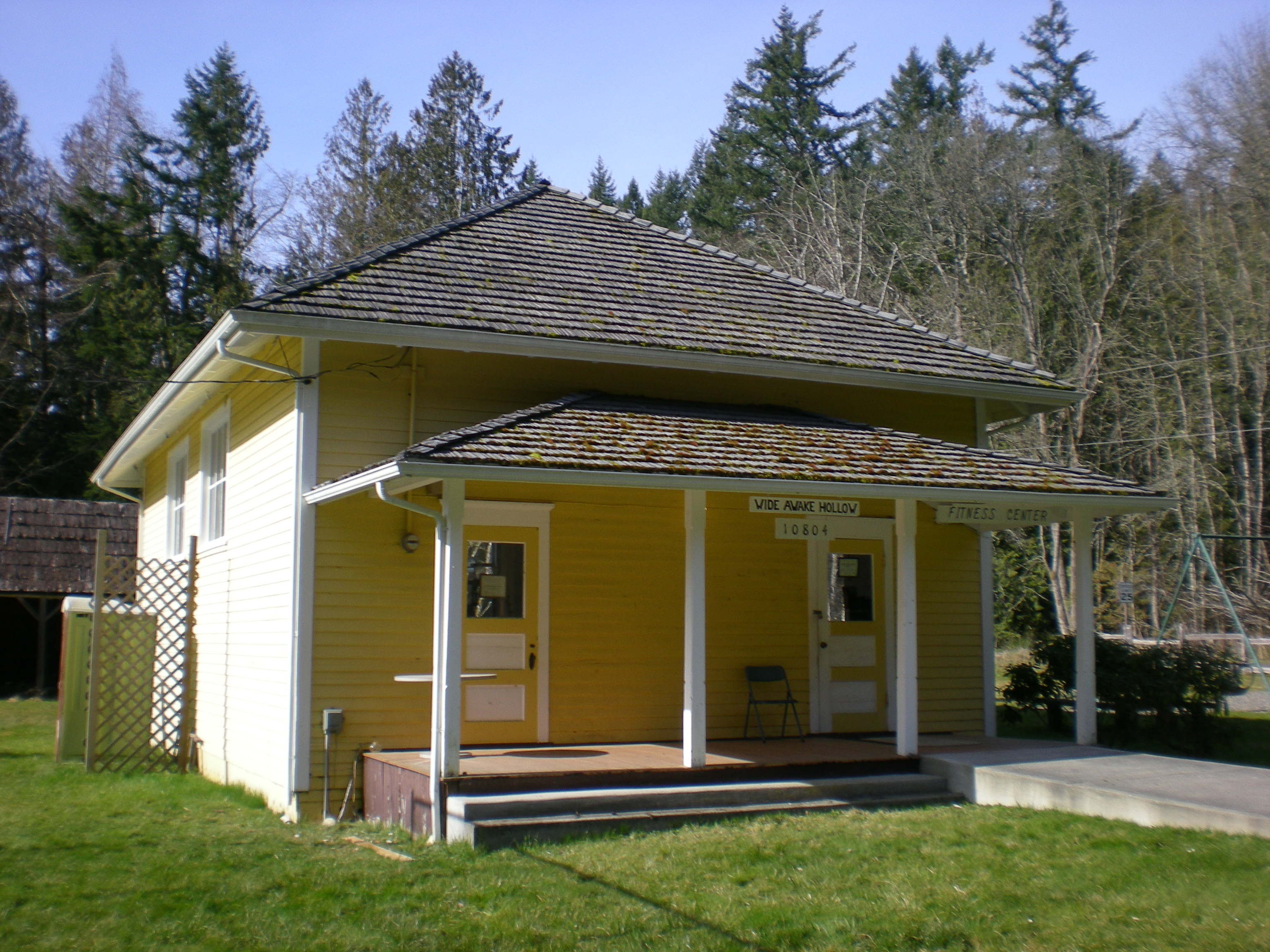
مدرسه قدیمی جزیره اندرسون

واقع شده یک حوزه سرشماری است در شهرستان پیرس، واشینگتن در ایالات متحده که از استیلاکوم با قایق ۲۰ دقیقه راه است.